# Otěvěky

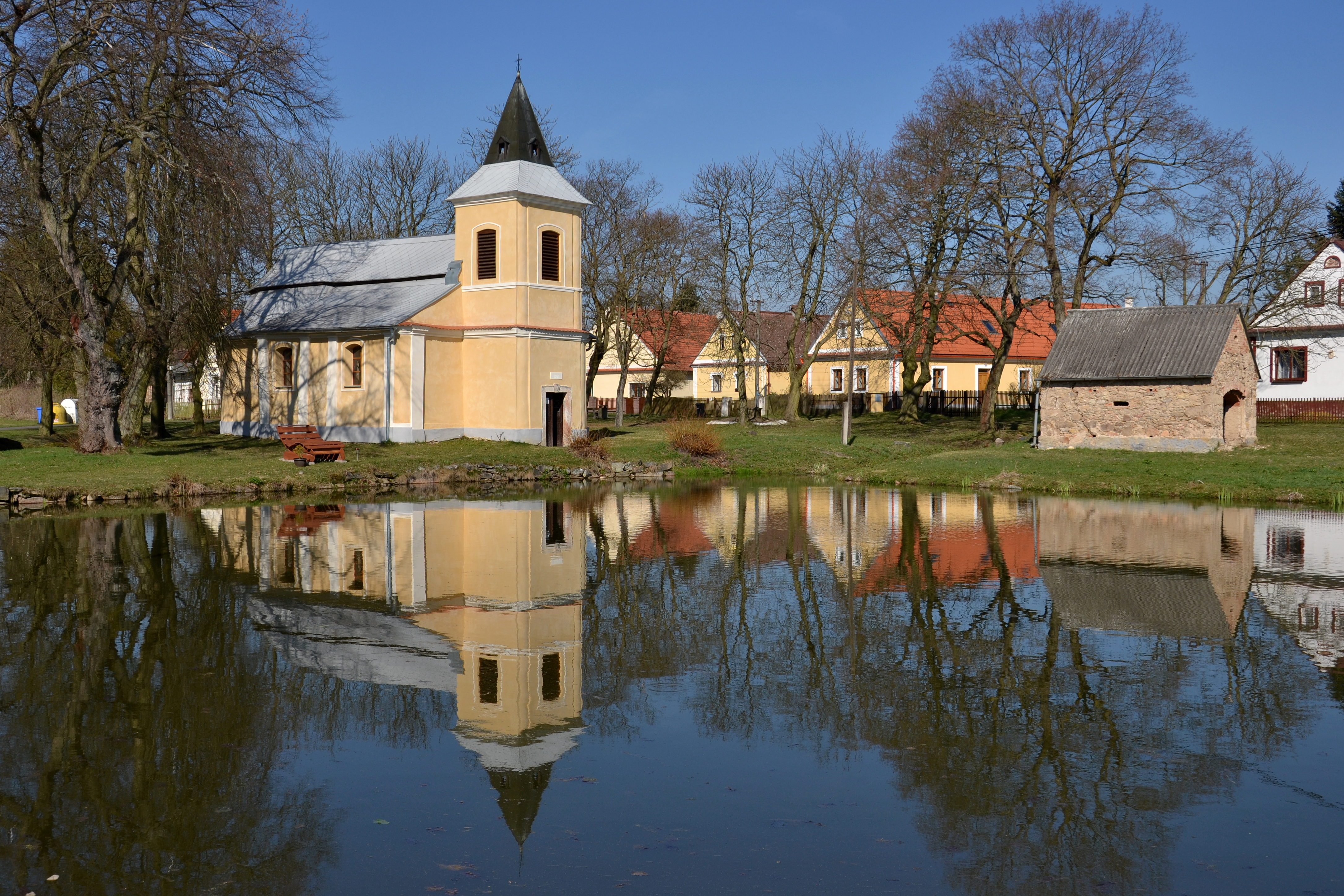
Dorfanger mit Kapelle der hl. Dreifaltigkeit

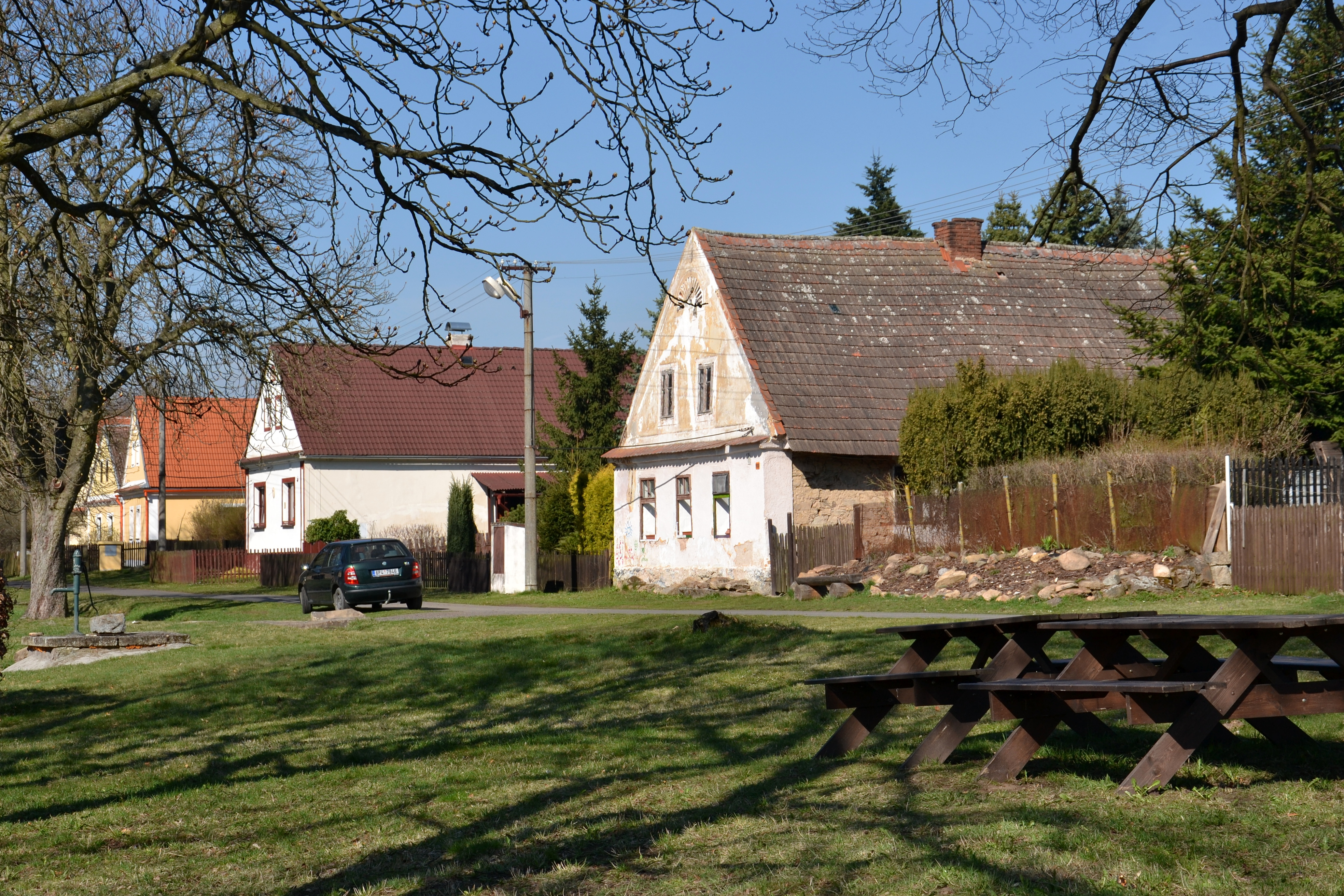
Häuser an der Nordseite des Dorfplatzes

Otěvěky (deutsch Nedowitz) ist ein Ortsteil der Gemeinde Žďár (Schaar) in Tschechien. Er liegt viereinhalb Kilometer südlich von Jesenice (Jechnitz) und gehört zum Okres Rakovník.

## Geographie
Der Rundling Otěvěky befindet sich westlich des Hubertuswaldes auf einer Hochfläche in der Rakovnická pahorkatina (Rakonitzer Hügelland). Auf dem Dorfplatz entspringt der Smrcký potok (Nedowitzer Bach), südlich des Dorfes der Ostrovecký potok (Johannisbach). Im Norden erhebt sich der Přívraty (Talikenberg; 594 m n.m.), nordöstlich der Plavečký vrch (Plawetschberg; 603 m n.m.) und die Lednice (Eiskeller; 593 m n.m.), im Südosten der Chlum (Butterhübel; 590 m n.m.) sowie südlich der Lhotský vrch (Welhotenberg; 606 m n.m.). Das Dorf liegt auf dem Gebiet des Naturparks Jesenicko.
Nachbarorte sind Tlestky (Tlesko) und Drahouš (Drahuschen) im Norden, Plaveč (Plawitsch), Svatý Hubert (Sankt Hubert) und Hůrky (Bergwerk) im Nordosten, Velká Chmelištná (Groß Chmelischen) und Křekovice (Křekowitz) im Osten, Zdeslav (Deslawen), Smrk, Nová Ves (Neu Wallisdorf) und Lhota (Welhoten) im Südosten, Zelený Důl (Grünthal) und Vysoká Libyně (Hochlibin) im Süden, Bílov (Bilau) und Podbořánky (Podersanka) im Südwesten, Žďár im Westen sowie Ostrovec (Johannesdorf) und Krty (Gerten) im Nordwesten.

## Geschichte
Das Dorf bestand wahrscheinlich schon im 14. Jahrhundert, in diese Zeit werden die im südöstlichen Teil des Dorfplatzes aufgefundenen Grundmauern einer Turmhügelburg datiert. Erstmals urkundlich erwähnt wurde Otěvěky 1418, als Jenc von Janovic das zur Herrschaft Petersburg gehörige Dorf an das Domkapitel bei St. Veit in Prag verkaufte. Nachfolgend wurde Otěvěky dem Kapitulargut Tschistay zugeschlagen. 1713 erwarb Wenzel Josef Lažanský von Bukowa auf Manetin das Gut Tschistay vom Prager Domkapitel und vereinigte es mit seiner Herrschaft Křič. 1715 erbten Wenzel Josefs Witwe Marie Gabriele und seine Söhne Maximilian Wenzel und Karl Josef Lažanský den Besitz. Die Herrschaft Křič blieb im Besitz der Witwe, diese starb 1758 als Oberin des Reichsstiftes adeliger Fräulein in der Neustadt Prag und hinterließ eine Hälfte der verschuldeten Herrschaft dem Stift. Die andere Hälfte wurde auf Antrag ihrer Gläubiger subhastiert; da sich dafür jedoch kein Interessent fand, fiel sie den Lažanskýschen Erben zu, die sie 1764 dem Fräuleinstift, das später den Namen „k.k. freiweltadeliges Damenstift zu den heiligen Engeln in der Altstadt Prag“ erhielt, verkauften. 1785 bestand Nedowitz aus 25 Häusern. Während der Josephinischen Reformen wurde die Herrschaft im Jahre 1787 an das Prager Theresianum angeschlossen, 1791 ging sie an das Damenstift zurück. Ihre Robot mussten die Bewohner auf dem weit entfernten Meierhof Strachowitz ableisten. Die außerhalb des Dorfes gestandene alte Kapelle der hl. Dreifaltigkeit wurde Ende des 18. Jahrhunderts abgebrochen. 1804 beschloss die Gemeinde den Bau einer neuen Kapelle auf den Dorfanger und die Anschaffung des Interieurs auf eigene Kosten. Die Kapelle wurde 1806 fertiggestellt und im Jahr darauf wiederum der hl. Dreifaltigkeit geweiht.
Im Jahre 1843 bestand das im Rakonitzer Kreis gelegene Dorf Nedowitz aus 32 Häusern mit 206 überwiegend deutschsprachigen Einwohnern, die einen obersächsischen Dialekt sprachen. Im Ort gab es einen Gemeinde-Schüttboden. Pfarr- und Schulort war Podersanka. Bis zur Mitte des 19. Jahrhunderts blieb Nedowitz der Herrschaft Křič  untertänig.
Nach der Aufhebung der Patrimonialherrschaften bildete Nedowitz / Nedovice ab 1850 eine Gemeinde im Gerichtsbezirk Jechnitz. Ab 1868 gehörte Nedowitz zum Bezirk Podersam. Im Jahre 1869 bestand das Dorf aus 35 Häusern und hatte 192 Einwohner. Am 6. Oktober 1882 zerstörte ein Großfeuer sieben Häuser und fünf Wirtschaftsgebäude. Ein erneuter Brand vernichtete am 21. April 1883 acht Wohnhäuser und drei Scheunen. Am 28. Januar 1899 brannten drei Scheunen nieder. Im Jahre 1900 hatte Nedowitz 158 Einwohner, 1910 waren es 153. Die Häuser des Dorfes reihten sich um einen Anger mit der Kapelle, einem Teich und der Dorfschmiede, die der tägliche Treffpunkt der Dorfbewohner war. Der größte Teil der Fluren bestand aus Ackerland, auf dem vorrangig Winterroggen, Hafer und Kartoffeln angebaut wurden. Der Anteil der Wiesen und Hutweiden lag bei 10 %, der des Waldes bei 12 %. In Heimarbeit wurden Schindeln gefertigt. Im Jahre 1906 verkaufte das Damenstift zu den heiligen Engeln die Grundherrschaft Chříč an Stephan von Götzendorf-Grabowski, der sie 1910 an Gustav Fischer veräußerte.
Nach dem Ersten Weltkrieg zerfiel der Vielvölkerstaat Österreich-Ungarn; Nedowitz wurde 1918 Teil der neu gebildeten Tschechoslowakischen Republik. Beim Zensus von 1921 lebten in den 33 Häusern der Gemeinde 153 Personen, davon 140 Deutsche und 13 Tschechen. Der tschechische Ortsname wurde 1924 in Otěvěky geändert. 1930 lebten in den 35 Häusern von Nedowitz 148 Personen. Nach dem Münchner Abkommen wurde Nedowitz im Oktober 1938 dem Deutschen Reich zugeschlagen und gehörte bis 1945 zum Landkreis Podersam. 1939 hatte die Gemeinde 144 Einwohner. Nach dem Ende des Zweiten Weltkrieges kam Otěvěky zur wiedererrichteten Tschechoslowakei zurück. Nach der Aussiedlung der meisten deutschen Bewohner wurde das Dorf mit Tschechen wiederbesiedelt. 1950 lebten in den 29 Häusern von Otěvěky 93 Personen. Bei der Gebietsreform von 1960 wurde Otěvěky nach Žďár eingemeindet und zugleich dem Okres Rakovník zugeordnet. Am 1. Januar 1980 erfolgte die Eingemeindung nach Jesenice. Seit dem 24. November 1990 gehört Otěvěky  wieder zur Gemeinde Žďár. Beim Zensus von 1991 lebten in den neun Häusern von Otěvěky 13 Personen. 2011 hatte der Ortsteil 16 Einwohner und bestand aus 13 Wohnhäusern.

## Ortsgliederung
Der Ortsteil Otěvěky bildet einen Katastralbezirk.

## Sehenswürdigkeiten
- Kapelle der hl. Dreifaltigkeit, am westlichen Ende des Dorfplatzes, geweiht 1807. Der einschiffige Bau wurde in den Jahren 2012–2013 instand gesetzt.[6]
- Burgstall aus dem 14. Jahrhundert, auf dem südöstlichen Zipfel des Dorfangers[7]
- Gusseisernes Kreuz auf dem Dorfplatz, geschaffen 1915
- Gusseisernes Kreuz vor dem Haus Nr. 15 am Dorfplatz
- Gedenkstein für die Gefallenen des Ersten Weltkrieges aus dem Dorfplatz